# Услы (приток Куганака)
Услы — река в России, протекает по Аургазинскому и Стерлитамакскому районам Башкортостана. Длина реки составляет 19 км.
Начинается в селе Верхний Бегеняш. Течёт в общем южном направлении по открытой местности через Нижний Бегеняш, Услыбаш, Верхние и Нижние Услы. Устье реки находится в 68 км по левому берегу реки Куганак на высоте 155,2 метра над уровнем моря.
Основные притоки — Чуртан (пр), Айбаскан (лв), Кайнекут (пр), Миркит (пр), Бегеняшский (пр), Услыбаш (лв).

## Данные водного реестра
По данным государственного водного реестра России относится к Камскому бассейновому округу, водохозяйственный участок реки — Белая от города Стерлитамак до водомерного поста у села Охлебино, без реки Сим, речной подбассейн реки — Белая. Речной бассейн реки — Кама.
Код объекта в государственном водном реестре — 10010200712111100018432.